# Naming
Il naming ("denominare", dalla lingua inglese), nel lessico del marketing, è lo studio della scelta dei nomi dei prodotti, dei servizi e anche dell'impresa stessa.

## Scelta del nome
Ogni nome scelto rappresenta un'immagine ben definita che racchiude in sé una storia oppure un destino. Per questo motivo la scelta di un nome, che sia di persona, di un servizio pubblico o di un prodotto industriale, è il frutto di un'operazione strategica di marketing che prende in considerazione sia la qualità dell'oggetto da denominare, sia il possibile utilizzo nel contesto stabilito. Nella dominazione industriale si deve agire sempre in modo tale da creare un'immagine che sia aderente al prodotto e che si presti ad essere utilizzata facilmente ed efficacemente nella campagna pubblicitaria.
I primati di una campagna pubblicitaria, infatti, passano anche attraverso l'individuazione e l'identificazione di un nome che sia "vincente". Tale scelta è una delle principali variabili che definiscono una strategia di marca.
Sarà infatti il nome a costruire la storia stessa di un prodotto e della sua azienda e a definirne il posizionamento nel mercato e l'eventuale business. La ricerca del nome deve essere studiata e analizzata, in modo specifico, quando ci si trova in presenza di aziende multinazionali o con una serie di prodotti e servizi venduti in diversi mercati geografici.
Indipendentemente dalla lingua, il nome dovrà essere quindi di facile pronuncia e di chiaro significato, così da non generare equivoci e rispettare caratteristiche sociali e culturali del luogo di vendita.

## Orientare i bisogni
Una scelta sbagliata o non adeguatamente attenta, potrebbe essere causa di ambiguità, tale da condizionare negativamente le vendite del prodotto e di conseguenza l'immagine dell'azienda. Scelto il nome, si tratterà anzitutto di esprimerlo graficamente, di canalizzare il rinvio semiotico del nome industriale anche mediante il logotipo. Esso può produrre degli effetti di senso che possono aumentare il valore strategico del nome stesso.
Il naming ha anche lo scopo di orientare l'identità e l'immagine di un prodotto verso i bisogni, le esigenze le richieste della collettività e quindi di interpretare e tradurre le sue aspettative anche in senso culturale mediante la produzione di simboli sia iconici sia linguistici.
Perciò ogni qualvolta si crea un nuovo nome, automaticamente nascerà e si delineerà anche la sua storia e l'immagine che questo avrà nella società e nella memoria visiva del consumatore, che tramite il nome identificherà anche le caratteristiche o le funzioni di quest'ultimo. A un determinato nome, quindi, sarà sempre collegata l'immagine dell'azienda che lo ha prodotto. Il successo di un prodotto o di un servizio risiede anche nel nome e nella sua definizione, veicolo necessario per l'immagine e il futuro del prodotto.

## Causa di errori
L'esigenza di non commettere errori nella scelta del nome da assegnare a nuovi prodotti, ha favorito il crescente ricorso a specialisti nel settore del naming, riducendo di fatto la probabilità di commettere errori, che potrebbero essere causa dell'insuccesso di un prodotto o di una azienda.

## Rinominare
Il renaming ("rinominare", dalla lingua inglese) di un prodotto, un servizio o un'azienda è un processo di ri-attribuzione o modifica del nome e ha anche la finalità di variare il messaggio che si vuole comunicare attraverso di esso.
I sempre più frequenti cambiamenti e richieste della società esigono a, volte, cambiamenti del nome. Spesso questi sono dovuti a fusioni o acquisizioni di più aziende e quindi al relativo cambio del nome (vedi gli esempi delle fusioni di alcune banche italiane o compagnie telefoniche). In altre circostanze, sono dovuti all'evoluzione stessa del prodotto o all'espansione di una azienda e quindi del suo naturale cambiamento. A volte alcuni prodotti o servizi necessitano un renaming, conseguenza del loro insuccesso.